# Lånaren Arrietty
Lånaren Arrietty (originaltitel: 借りぐらしのアリエッティ, Kari-gurashi no Arietti, engelska: The Borrower Arrietty, i USA The Secret World of Arrietty) är en japansk animerad långfilm från 2010, producerad av Studio Ghibli. Den regisserades av Hiromasa Yonebayashi och baserades på Mary Nortons bok(serie) om Lånarna. Manus är av Hayao Miyazaki och Keiko Niwa.

## Handling
Filmen berättar historien om Arrietty, en ung Lånare som bor under golvplankorna i ett (människo)hus. Hon fyller snart 14 år och livnär sig med att, tillsammans med sin pappa, göra utflykter hos människorna där de "lånar" små saker som ägarna förhoppningsvis inte kommer att sakna. Arrietty blir bekant med den unge människopojken Sho, vars svaga hjärta för det mesta håller honom inomhus, hans äldre släkting Sadako och husets nyfikna hushållerska Haru.

## Distribution och mottagande
Filmen var Yonebayashis debut som långfilmsregissör. Den lockade på sina 15 veckor på japanska biografer runt nio miljoner besökare. 24 oktober 2010 hade den tjänat in motsvarande 110 miljoner USD i bruttointäkter.
Filmen hade officiell biopremiär i Sverige den 2 november 2011, både i versioner med dubbning på svenska (Stockholm och Göteborg) och svensk textning med originaltal (Stockholm).

## Rollista i urval
Rollfigur – Japansk röst – Svensk röst
- Arrietty – Mirai Shida – Ester Sjögren
- Sho – Ryunosuke Kamiki – Oliver Åberg
- Hemmely - Shinobu Otake - Cecilia Frode
- Pod - Tomokazu Miura - Claes Ljungmark
- Haru - Kirin Kiki - Ewa Fröling
- Faster Sadako - Keiko Takeshita - Irene Lindh
- Spiller - Tatsuya Fujiwara - Love Bergström